# Kızkalesi, Erdemli
Kızkalesi là một xã thuộc huyện Erdemli, tỉnh Mersin, Thổ Nhĩ Kỳ. Dân số thời điểm năm 2011 là 1.742 người.